# 陰謀論
陰謀論（いんぼうろん、英: conspiracy theory）とは、なんらかの有名な出来事や状況に関する説明で、根拠の有無にかかわらず「邪悪で強力な集団（組織）による陰謀が関与している」と断定したり信じたりしようとするものである。この言葉は、偏見や不十分な証拠に基づいて陰謀の存在を訴えているという、否定的な意味合いを持って使われることが多い。
「陰謀論」という言葉は、単純に秘密の計画を指す「陰謀」とは異なり、科学者や歴史家などその正確性を評価する資格のある人々の間で主流の見解に反対しているなどの特定の特徴を持つ「仮説上の陰謀」を指すものである。

## 概説

### 起源
オックスフォード英語辞典は、陰謀論を「ある出来事や現象が、利害関係者による陰謀の結果として発生するという説。特に、秘密にされた影響力を持つ機関が、典型的には政治的な動機と抑圧的な意図で、ある説明のつかない出来事に関与している、とする信念」と定義している。そこでは、最も古い使用例として『The American Historical Review』に掲載された1909年の記事が引用されているが、1870年4月には早くも紙面で使用されていたようである。英語の conspiracy という言葉は、「共に」「一緒に」という意味のラテン語の接頭辞 con- および「呼吸する」という意味のラテン語の単語 spirare に由来している。
Robert Blaskiewicz(ロバート・ブラスキエヴィチ)は、この言葉の使用例は早くも19世紀に見られ、その使用法は非常に軽蔑的だったと述べている。Andrew McKenzie-McHarg(アンドリュー・マッケンジー=マクハーグ)の研究によると、19世紀における陰謀論という用語は、単に「陰謀のもっともらしい仮説を提案するもの」であり、そのような仮説は批判されることもあったが、「この段階では否定的あるいは肯定的な意味合いもなく」使用されていた。ランス・デヘイブン=スミスによると、ウォーレン委員会が調査結果を発表し、ニューヨーク・タイムズ紙が陰謀論という用語を含む記事を5つ掲載した1964年以降、この用語は米国内で日常的に使用されるようになったという。
なお、「陰謀論」という用語自体も陰謀論の対象となっており、陰謀論の支持者（特にウォーレン委員会の批判者）を嘲笑の的にすることで、人々から信用されないようにするために、CIAの工作員によって広められたという説もある。

### 陰謀論者の論法、陰謀論者の精神的傾向
多くの場合、陰謀論は反証に抵抗し、循環論法によって強化される。つまり、陰謀と矛盾する証拠があったり、陰謀の証拠自体が存在しない場合であっても、どちらも陰謀が存在する証拠として再解釈されてしまうため、結果として陰謀論は証明されたり反証されたりするものではなく、信仰するものとなってしまう。
一部の人は、陰謀論者は自分たちの議論にオッカムの剃刀を適用することができていないと指摘している。（ほぼ同様の意味で）陰謀論者的な信念というのは「他の説明のほうがより正しそうな状況でも、不必要なまでに陰謀を想定すること」と指摘した人もいる。
一部の研究者は、陰謀論を信じてしまうことは心理的に有害（あるいは病理的）であり、低い分析的思考能力、低い知能、心理的投影、パラノイア、およびマキャヴェリズムとの相関があることを示唆している。
心理学者は通常、陰謀論を信じることや、何もないところに陰謀を発見しようとしてしまうことは、パラノイアやスキゾタイピー、ナルシシズム、および愛着障害などの多数の精神病理学的状態、あるいはアポフェニアなどの認知のゆがみに起因すると考えている。しかし、現在の科学的コンセンサスでは、陰謀論者の信念は、究極的には人類の神経学的に生得的な認知的傾向（不安になったり、行為者を見出す自然な傾向など）に由来しており、深い進化的起源を持っていると考えられているため、陰謀論者の多くは病理的ではない傾向があるとされる。

## 陰謀論の歴史

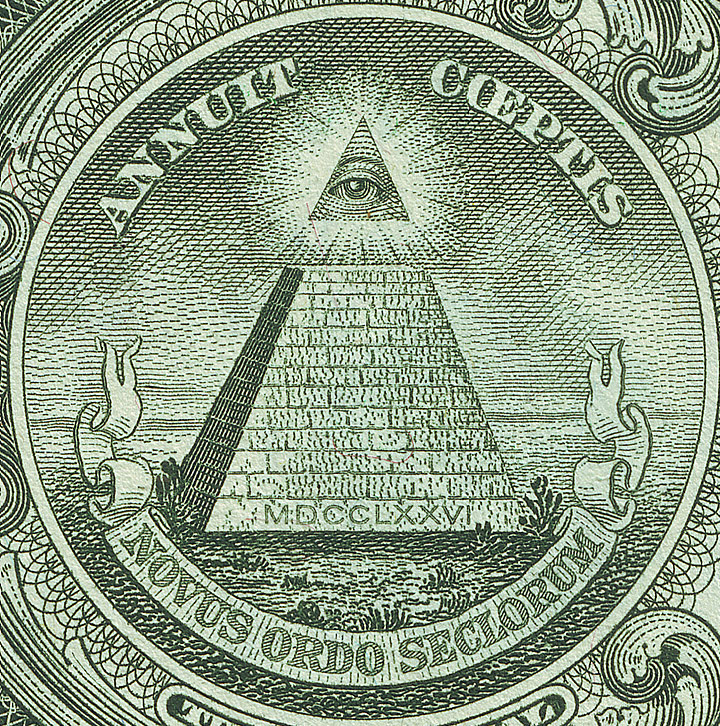
1ドル紙幣に描かれているプロビデンスの目（または全能の神の目）は、アメリカ合衆国建国の父とイルミナティが関与する陰謀の証拠であると一部の人々は考えている。

歴史的に見て、陰謀論は偏見やプロパガンダ、魔女狩り、戦争、および大量虐殺などと密接につながっている。陰謀論はテロリストが強く信じていることが多く、ティモシー・マクベイやアンネシュ・ベーリング・ブレイビクが顕著な例として挙げられる。それと同様に、ナチス・ドイツやソビエト連邦、および2013年以降のトルコ政府も正当化のために陰謀論を利用していたとの論がある。陰謀論を動機とする南アフリカ政府によるエイズ否認主義は、推定33万人のエイズによる死者を生み出し、遺伝子組み換え作物に関する陰謀論は、国内で300万もの人々が飢饉に苦しんでいたにもかかわらず、ザンビア政府に食糧援助を拒否させる原因となった。Qアノンの陰謀論と2020年アメリカ合衆国大統領選挙の結果に対する否認主義は、米国連邦議会議事堂襲撃事件を引き起こした。陰謀論は、ワクチンの接種や水道水へのフッ化物添加などへの反対を促進しているため、公衆衛生の改善を妨げになってしまう重大な障害となっており、ワクチンで予防可能な病気の流行を助長してしまうことにつながっている。陰謀論のその他の影響としては、科学的証拠に対する信頼の低下や、過激派グループのさらなる過激化とイデオロギーの強化、および経済への悪影響などが挙げられる。
政治史における陰謀論の起源はアメリカ革命さらにはローマ帝国にまで遡ると言われている。
かつてニッチな層に限られていた陰謀論は、20世紀後半から21世紀初頭にかけて文化的現象として浮上し、マスメディアやインターネット、およびソーシャルメディアなどで一般化した。陰謀論の特性が注目されるようになったのは1997年のダイアナ妃の死、2001年の9.11テロ事件に関する陰謀論が世間の強い関心を集めてからである。陰謀論は世界中で広まっており、一般的に信じられていることも多く、中には人口の大多数が信じているものもある。陰謀論の流行を防ぐための対策には、開かれた社会を維持することや、一般市民の分析的思考能力を向上させることなどが挙げられる。

## 陰謀との違い
「陰謀論」という用語は、特定の特徴を持つ「仮説的陰謀」を指すものであり、単純に2人以上の人物が関与するあらゆる秘密計画を指す「陰謀」とは異なる。例えば、陰謀論者の信念には、科学者や歴史家など、その正確性を評価する資格のある人々の間で主流の意見に必ず反対しているといった特徴がある。陰謀論者は、自分たちが社会的に迫害されている知識に特権的にアクセスしているか、あるいは社会的に非難される考え方を持っているために、公式的な説明を信じている大衆から自分たちは引き離れていると考えている。マイケル・バークンは、陰謀論を「出来事に上辺だけの秩序を与えるために世界に押し付けられるテンプレート」と表現している。
実際の陰謀は、たとえ非常に単純なものであっても、隠蔽するのは困難であったり、日常的に予期せぬ問題が発生することも多い。対照的に、陰謀論では非現実的に陰謀が成功することが示唆され、陰謀の首謀者とされる集団（例えば官僚組織など）は、ほぼ完璧に近い能力と秘密主義に基づいて行動することが可能であるとされる。事象や状況の原因は、複雑な要因や相互作用する要因、および単なる偶然や意図しない結果などを排除するために単純化される。ほぼすべての（陰謀の）指摘は、首謀者によって意図的に計画されたものとして説明される。
陰謀論では、首謀者は極端な悪意を持って行動していると通常は主張される。ロバート・ブラザートンは次のように説明している。
ほとんどの陰謀論で想定されている邪悪な意図は、私利私欲・汚職・残虐性・犯罪性から生まれる一般的な陰謀を遥かに超えている。想定されている首謀者は、単に利己的な意図や異なる価値観を持つ人々ではない。むしろ、陰謀論では、善と悪が戦っている白黒の世界が想定されている。一般人は組織的な迫害の犠牲者とされ、首謀者とされる人々の動機は、純粋に狂人的な悪に近いものであることが多い。少なくとも、首謀者たちは、一般市民の基本的な自由と幸福をほとんど非人間的に無視していると言われている。より壮大な陰謀論では、首謀者は、我々が苦しむすべての悪事を引き起こし、日常からは想像もつかない忌むべき残虐な行為を行い、最終的には我々が大切にしているすべてのものを堕落させ、破壊しようと目論んでいる悪の化身であるとされている。

## 例
陰謀論は、あらゆることを対象に主張されているものだが、特定の対象の方が他よりも興味を惹かれるようである。好まれるテーマには、有名人の死、暗殺、倫理的に疑わしい政府の活動、隠蔽された技術、「偽旗」のテロなどが挙げられる。最も長く続いており、かつ最も広く認知されている陰謀論には、ケネディ大統領暗殺事件陰謀論、アポロ計画陰謀論、アメリカ同時多発テロ事件陰謀説、および様々な組織が世界征服を企んでいるとする数多くの陰謀論などが挙げられる。

## 流行
陰謀論は世界中に存在する。アフリカの農村部では、陰謀論の対象となるのは社会的エリートや敵対している部族、および西洋社会であり、首謀者は魔術や妖術を使って計画を実行しているとされている。一般的な信念の一つに、現代の技術はそれ自体が魔術であり、人々に危害を加えたり、支配したりすることを目的として作られたものだというものがある。中国では、ヒトラーの台頭や1997年のアジア通貨危機、および地球温暖化といった多くの出来事はロスチャイルド家によって計画されたものだとする陰謀論が流布されており、中国の通貨政策の議論に影響を与えた可能性があると言われている。
かつてはニッチな層に限られていた陰謀論だが、現在ではマスメディアで当たり前のように取り上げられるようになり、20世紀後半から21世紀初頭のアメリカでは文化的現象として流行してきた。陰謀論を信じ込む一般的傾向は、党派的・イデオロギー的な垣根を超えている。陰謀論的思考は、反政府的指向と低い政治的自己効力感に相関しており、陰謀論の信奉者は、個人の権利に対する政府の脅威を認識し、「誰に投票するか」が本当に重要であるという深い懐疑主義を示している。
陰謀論は一般的に信じられていることが多く、中には大多数の人々が信じているものもある。現代のアメリカ人の広範囲に渡るサンプルは、少なくともいくつかの陰謀論を信憑性があると考えている。例えば、2016年に行われた調査では、アメリカ人の10%がケムトレイルを「完全に真実」と考えており、20%~30%が「やや真実」と考えていることがわかった。これは「（日本の総人口数に相当する）1億2千万人のアメリカ人が『ケムトレイルは本当だ』と思っている」ことになるため、社会学者や心理学者、民俗学者の関心を集めている。
陰謀論は、ソーシャルメディア上だけではなく、ブログやYouTube上の動画といった形でウェブ上に広く存在している。ウェブが陰謀論の普及率を高めたかどうかは、未解明の研究課題として残されている。検索エンジンの検索結果における陰謀論の存在と表現は監視・研究されてきており、検索結果には信頼できる質の良いリンクが一般的に存在せず、様々なトピックで大きな差異があることが示されている。

## 種類
陰謀論には局所的なものと国際的なものがあり、単一の事件に焦点を当てたものもあれば、国や地域、歴史の期間全体を網羅したものまで存在する。

### ウォーカーの五分類
Jesse Walker（2013）は、陰謀論を5種類に分類している。
- 外の敵： 特定の人物が、あるコミュニティに対して外部から陰謀を企てているとする説。
- 中の敵： 国家の内部に、一般市民と見分けのつかない陰謀の首謀者が潜んでいるとする説。
- 上の敵： 権力者が利益のために出来事を操作しているとする説。
- 下の敵： 社会秩序を覆すために労働者階級が革命を目論んでいるとする説。
- 善の陰謀： 世界を改善し、人々を助けるために裏で働いている天使のような勢力がいるとする説。

### バークンの三分類
Michael Barkunは、陰謀論を3種類に分類している。
- 出来事に関する陰謀論： 限定的で明確に定義された出来事に関する陰謀論。例としては、ケネディ暗殺、同時多発テロ事件、エイズの蔓延に関する陰謀論（英語版）などが挙げられる[17]。
- 体系的な陰謀論： 国や地域、あるいは世界全体の支配といった幅広い目標を持つ策謀があると考えている陰謀論。目標は広範囲だが、この種類の陰謀論が想定しているシナリオは一般的に単純である。単一の悪の組織が既存の制度に潜入し、堕落させる計画を実行するというものである。これは、ユダヤ人やフリーメイソン、共産主義、またはカトリック教会が行っていると疑われている工作に焦点を当てた陰謀論で一般的なシナリオである[17]。
- 超陰謀論： 複数の陰謀論を階層的に関連付けた陰謀論。頂点には万能の悪の力が置かれる。バークンは、このような陰謀論の例として、デイビッド・アイクやミルトン・ウィリアム・クーパーの考えを挙げている[17]。

### ロスバードの分類
マレー・ロスバードは、「深い陰謀論」と「浅い陰謀論」を対比させたモデルを支持して主張している。ロスバードによると、浅い陰謀論者はある出来事を観察して「Cui bono?」（誰が得をするのか？）と問いかけ、任意の想定される受益者が密かに関与していると結論付ける。一方、深い陰謀論者は直感から始まり、証拠を探し始める。ロスバードは後者の活動を、ある特定の事実で自分のパラノイアの正しさを確認する行為であると説明している。

## 陰謀論と証拠の関係
陰謀論における考えは、一般的に証拠ではなく信奉者の信仰に基づいている。ノーム・チョムスキーは、学術書の記述や主流メディアによる報告に記録されているような、公的機関による長期間に及ぶ公の行動に主な焦点を当てている制度分析と陰謀論を対比させている。陰謀論は制度分析とは逆に、個人間の秘密の連合のような存在を仮定し、彼らの疑われる活動を推測する。また陰謀論を信じることは、合接の誤謬などの推論におけるバイアスと関連している。
キングス・カレッジ・ロンドンのClare Birchall(クレア・バーチャール)は、陰謀論を「一般的な知識や解釈の一形態」であると説明している。ここでの「知識」は、陰謀論は「知ること」の正当な形態と関係していると考えられることを意味している。正当な知識と不当な知識との関係は、一般的に陰謀論が棄却する主張よりも近いとBirchallは主張している。
ウォーターゲート事件のように、複数の共謀者が関与しており、またその正しさが証明された説は、一般的に陰謀論というよりは「調査報道」や「史的分析」と呼ばれる。これに対して、「ウォーターゲート事件陰謀論」という用語は、陰謀で有罪判決を受けた者が、実際にはもっと深い陰謀の犠牲者だったとする様々な仮説を指す言葉として使われている。

## 陰謀論のレトリック
大多数の陰謀論は、比例バイアスや帰属バイアス、および確証バイアスなどの認知バイアス、アンコンシャスバイアスを悪用して弁を弄している。陰謀論は、政治・宗教・ジャーナリズムのように、提唱者が一般市民から信奉者を集めることができる場合に最も成功する。提唱者は必ずしも陰謀論を信じているとは限らず、世間の承認を得ようとして陰謀論を利用している場合もある。陰謀論的主張は、感情への訴えを介して国民の一部を納得させるための効果的な修辞的戦略として機能することもある。
一般的に陰謀論は、知識の隙間や曖昧さに焦点を当てて、その真の説明は陰謀でなければならないと主張することで自己正当化を行う（無知に訴える論証）。一方で彼らの主張を直接的に裏付ける証拠は、一般的に質が低いものである。例えば、信頼性が低いにもかかわらず、目撃者の証言にのみ依存し、証拠の客観的分析を無視することなどがそうである。
陰謀論の認識論的戦略は「カスケード・ロジック」（英: Cascade logic）と呼ばれている。新しい証拠が現れる度に、更に多くの人々が隠蔽工作に加担しているに違いないと主張してそれらを退ける。陰謀論と矛盾する情報はすべて陰謀による偽情報とされる。同様に、陰謀論者の主張を直接的に裏付ける証拠の欠如が継続していることは、沈黙の陰謀が存在するものとして描かれる。他の人々が陰謀を発見したり暴露したりしていないという事実は、陰謀が存在しないのではなく、それらの人々が陰謀の一部であるという証拠として捉えられる。この戦略により、陰謀論者は証拠の中立的分析から自分自身を隔離し、疑問や修正に対して抵抗力を持つようになる。これは「認識論的自己隔離」（英: Epistemic self-insulation）と呼ばれている。
陰謀論者は、メディアにおける偽りのバランスを利用した戦略を展開することが多い。彼らは、主流派の意見を議論するのと同じ時間を費やすに値する正当な代替的視点を提示していると主張する場合がある。例えば、インテリジェント・デザインを推進しており、科学者による陰謀が自分たちの意見を抑圧していると主張する「論争を教えろ」（英: Teach the Controversy）というキャンペーンで使用されている。ディベート形式で意見を発表する場を見つけられた場合、彼らは人身攻撃を使って主流派の説明にある欠陥を攻撃することに執着し、自分の立場の欠陥に関する議論を避ける。
陰謀論の典型的なアプローチは、当局からのいかなる行動や声明に対しても、最も根拠に欠ける正当化を用いて異議を唱えることである。返答はダブルスタンダードを用いて評価され、陰謀論者を満足させる即時の返答が無かった場合は、陰謀を証明するものとされる。返答における誤りは、どんなに些細なものであっても強調されるが、逆に他の陰謀論提唱者の主張における欠陥は一般的に許容される。

## 世界観としての陰謀論
歴史家のリチャード・ホフスタッターは、1964年のエッセイ『アメリカ政治におけるパラノイド・スタイル』の中で、アメリカ史全体におけるパラノイアと陰謀論の役割を取り上げている。バーナード・ベイリンの著書『アメリカ革命の思想的起源』（1967年）では、アメリカ独立戦争よりも前の時期に北米で同様の現象があったことが指摘されている。陰謀史観は、人々の態度と同様に、比較的よりグローバルで歴史的な種類の陰謀論を分類するものである。
最も広く確認されている陰謀論に関する事実の一つは、ある一つの陰謀論を信じることは、無関係な他の陰謀論を信じることに繋がる傾向にあるということである。これは、その陰謀論がお互いに直接矛盾している場合にも当てはまる。例えば、ある人が「ウサマ・ビンラディンはアジトが攻撃される前に既に死亡していた」という陰謀論を信じると、その人は「彼はまだ生きている」という陰謀論も信じる可能性が高くなる。この発見から得られた結論の一つは、陰謀論者の信念の内容は、当局によって隠蔽されているという考えよりも重要ではないということである。
陰謀史観（いんぼうしかん、英: Conspiracism）という言葉は、英語では1980年代に学者のフランク・P. ミンツによって広められた。Mintzによると、陰謀史観は「歴史の展開における陰謀の優位性を信じること」という意味である:4。
陰謀史観は、アメリカやその他の地域における多様な政治的・社会的集団の需要に応えるものである。それはエリートを識別し、経済的・社会的な大惨事のために彼らを非難し、民衆の行動が権力の座から彼らを退けられれば、物事は良くなると仮定している。そのため、陰謀論は特定の時代やイデオロギーを代表するものではない:199。
タイム誌のジャスティン・フォックスは、ウォール街のトレーダーは最も陰謀論に傾倒しているグループの一つであると主張しており、金融市場に関する一部の陰謀論の現実性と、市場の日々の動向に必要な方向性を提供する陰謀論の能力に起因するものであるとしている。

### 中東
陰謀論はアラブ世界の文化や政治によく見られる。それには、植民地主義・シオニズム・超大国・石油・対テロ戦争などに関する様々な陰謀論が含まれる。例えば、『シオン賢者の議定書』はユダヤ人の世界征服計画を装った悪名高い偽書だが、イスラム世界では一般的に読まれており、流布されている。ロジャー・コヘンは、アラブ世界における陰謀論の人気は「無力者の究極の避難所」であると示唆している。アル・ムミン・サイドはそのような陰謀論の危険性を指摘している。それらは「真実から遠ざけるだけではなく、自分たちの欠点や問題に直面することからも遠ざける」と述べている。
オサマ・ビン・ラディンとアイマン・ザワーヒリーは、アラブ世界におけるアルカイダの支持を集めるために、そして他のグループとの差別化を図るためのレトリックとして、米国に関する陰謀論を利用してきたが、彼ら自身は陰謀論を信じていなかった可能性がある。

### 米国
ハリー・G.ウエストらは、陰謀論者は少数派として排除されることが多いが、米国の幅広い層が陰謀論を信じていることを一定の証拠が示していると指摘している。ウエストはまた、これらの陰謀論を超国家主義や宗教的原理主義と比較している。
神学者のロバート・ジェウェットと哲学者のジョン・S.ローレンスは、米国における陰謀論の永続的な人気は、冷戦やマッカーシズム、および権威を否定するカウンターカルチャーに起因するとしている。右翼と左翼の間には依然として、ソ連の陰謀やウォーレン報告書の矛盾、アメリカ同時多発テロ事件といった現実の出来事を利用して、未検証かつ進行中の大規模な陰謀の存在を支持しようとする意志が残されていると彼らは述べている。
またウォーターゲート事件は、他の陰謀論に正当性を与えるためにも利用されており、リチャード・ニクソン自身は、この事件は「ロールシャッハ・テストのインクの滲み」のようなものであり、他の人々の根底にあるパターンを埋めてもらうために利用されているとコメントしている。
歴史家のキャスリン・S.オルムステッドは、アメリカ人が陰謀論を信じがちな3つの理由を挙げている。
1. ウォーターゲート事件、タスキギー梅毒実験、MKウルトラ計画、フィデル・カストロ暗殺未遂事件など、実際に政府による行き過ぎた行動と秘密主義が冷戦時代にあったため。
2. ドイツがアメリカに潜入しているという第二次世界大戦中の主張や、サダム・フセインがアメリカ同時多発テロ事件に関与していたとする根拠のない主張などの陰謀論を、政府がプロパガンダのために公認した過去があるため。
3. 1918年の治安法やコインテルプロ、および赤狩りの一環として反体制派へのスパイ行為や嫌がらせを行ったことによって醸成された不信感があるため。

疑わしい陰謀論を少なくとも1つは信じているアメリカ人は、全体の50％前後との推計がある。ペンシルベニア大学のアネンバーグ公共政策センターが2020年9月21日に発表した調査によれば、アメリカ人の3人に1人以上が、新型コロナウイルスは中国政府が武器としてつくり出したものだと信じている。また、別の3人に1人は、アメリカ疾病対策センター（CDC）が、ドナルド・トランプの力を減衰させる目的で、新型コロナウィルスの脅威を誇張していると考えていた。

## 陰謀論がもたらす帰結
前述したが、歴史的に見て、陰謀論は偏見や魔女狩り、戦争、大量虐殺などと密接に繋がりをもつ。陰謀論はテロの実行犯によって強く信じられている場合が多く、ティモシー・マクベイやアンネシュ・ベーリング・ブレイビク、およびブレントン・タラント、麻原彰晃をはじめとしたオウム真理教信徒らなどが顕著な例である。また同様に、ナチス・ドイツやソビエト連邦といった国家も正当化のために陰謀論を利用していた。陰謀論に動機付けられた南アフリカ政府によるエイズ否認主義は、推定33万人のエイズによる死者を生み出した。遺伝子組み換え作物に関する陰謀論は、300万もの人々が飢饉に苦しんでいたにもかかわらず、ザンビア政府に食糧援助を拒否させることになった。
陰謀論は、公衆衛生の改善を妨げる重大な障害となっている。健康関連の陰謀論を信じる人々は、医学的助言に従う可能性が低く、代わりに代替医療を利用する可能性が高くなる。製薬会社に関する陰謀論などの反ワクチン的信念は、ワクチン接種率の低下をもたらす可能性があり、ワクチンで予防可能な病気の流行に繋がっている。健康関連の陰謀論は、水道水フッ化物添加への反対を促進することも多く、また『ランセット』に掲載されたMMRワクチンと自閉症に関連があるとする不正論文の流布にも影響を与えた。
陰謀論は、幅広い急進的集団や過激派集団の基本的構成要素であり、メンバーのイデオロギーを強化し、信念を更に過激化させる上で重要な役割を果たす可能性がある。これらの陰謀論は、極右と極左の両方の政治的過激派の間で見られる反ユダヤ主義的陰謀論のように、根本的に相対している集団でさえも共通のテーマを共有していることが多い。より一般的には、陰謀論を信じることは、極端で妥協を許さない観点を持つことに関連しており、そのような観点を維持するのに役立っている可能性がある。陰謀論は過激派集団に常に存在する訳ではなく、また常に暴力に繋がる訳でもないが、集団をより過激化し、敵に憎悪を向けさせ、メンバーを社会から隔離することができる。陰謀論は、緊急の行動を要求したり、偏見に訴えかけたり、敵を悪魔化してスケープゴートにする際に暴力を招く可能性が最も高い。
職場における陰謀論は経済的影響ももたらす可能性がある。例えば、仕事の満足感と貢献の低下に繋がり、その結果として労働者が仕事を辞める可能性が高くなる。また陰謀論と似た特徴を持ち、生産性の低下やストレスの増加をもたらす風評被害との比較も行われている。経営者への影響としては、減収や従業員からの信頼の低下、企業のイメージダウンなどが挙げられる。
陰謀論は、重要な社会的・政治的・科学的問題から意識を逸らすことができる。さらに、科学的証拠の信用を一般市民から損なわせたり、法的な文脈において喪失させるためにも使用されてきた。陰謀論的戦略はまた、専門家による証言の信頼を損なわせることを目的とした弁護士によって使用されている戦略と特徴を共有している。その戦略には、専門家の証言には下心があると主張したり、専門家の間で（実際よりも）意見が分かれているとほのめかすために発言を提供する人物を探すといったことが含まれる。
また、陰謀論は特定の状況において社会に何らかの代償的利益をもたらす可能性がある。例えば、特に抑圧的な社会では、人々が政府の欺瞞を見抜くのに役立つ可能性があり、政府の透明性を促進する可能性がある。しかし、実際の陰謀は通常、内部告発者やジャーナリストなど、システムの中で働く人々によって明らかにされるものであり、陰謀論者が費やす労力のほとんどは、本質的に誤った方向に向けられている。最も危険な陰謀論は、暴力を扇動したり、社会的に不利な立場にある集団をスケープゴートにしたり、重要な社会問題に関する誤報を広めたりするものである可能性が高い。

## 対策
陰謀論の流行を防ぐ第一の対策は、信頼できる情報源が数多く存在し、政府の情報源はプロパガンダではなく信頼できるものであるということが知られている開かれた社会を形成・維持することである。また、独立系非政府組織は人々に政府を信頼することを要求することなく誤情報を訂正できる。陰謀論に魅了される大衆を減らすための他のアプローチは、陰謀論的信念の感情的・社会的性質に基づいていることがある。例えば、一般大衆の分析的思考を促進するような対策が効果的である可能性が高い。もう一つのアプローチは、否定的な感情を減少させる方法で対策を講じることであり、具体的には個人的な希望やエンパワーメントといった感覚を改善することである。
誤情報に直接対抗することは逆効果であることが示唆されている。例えば、陰謀論は不正確な情報を「陰謀の物語」の一部として再解釈できるため、無闇に反論するとかえって彼らの主張を補強しかねない。また陰謀論に対する批判を公表することは、結果的に陰謀論を正当化することにも繋がりかねない。この文脈においては、反論すべき陰謀論を慎重に選択することや、独立した観察者に追加分析を依頼すること、そして陰謀論コミュニティの脆弱な認識論を弱めることで認知的多様性を陰謀論コミュニティに導入するといった対策が考えられる。正当化に伴う効果は、少数の陰謀論ではなく多くの陰謀論に反応することによっても軽減されるかもしれない。
とはいえ、事実に基づいた訂正を人々に提示したり、陰謀論の論理的矛盾を指摘したりすることは、多くの状況で効果的であることが実証されている。例えば、アメリカ同時多発テロ事件に関する陰謀論の信奉者に、本物の専門家や目撃者の発言を知らせるケースなどが研究されている。一つの可能性としては、誰かの世界観やアイデンティティに挑むような批判を行う場合、その批判は裏目に出る可能性が高いということが挙げられる。これは、そのような挑戦を避けながら批判を行うことが効果的なアプローチであることを示唆している。
また、具体的事件について惹起する陰謀論について、日本の刑事司法の情報公開のあり様に詳しい塚原英治弁護士は、事実がブラックボックスになっている期間が長いと陰謀論が広がりやすいこと、ＳＮＳが普及した現代は司法不信を招くリスクが高まっていることを指摘し、国民的議論となるような重大事件は捜査都合との兼ね合いもあるだろうが出来る限り事実を明らかにして裁判過程も透明性を高めるべきと主張している。

## 心理学
陰謀論が多くの人々に信じられていることは、少なくともケネディ大統領暗殺事件に関する多くの陰謀論が囁かれた1960年代から、社会学者や心理学者、民俗学者の関心を集めている。社会学者のターケイ・サリムは、陰謀論の政治的性質を明確に示している。彼は、陰謀論の最も重要な特徴の一つは、社会集団における「現実にあるが秘匿された」力関係を明らかにしようとする試みであることを示唆している。
研究によると、心理学的レベルでは、陰謀論を信じることは心理的に有害であったり、病的であることが示唆されており、心理的投影や、マキャヴェリズムの傾向によって予測されるパラノイアと強い相関を持っている。陰謀論を信じる傾向は、スキゾタイピーの精神疾患と強く関連している。かつてはニッチな層に限られていた陰謀論だが、現在ではマスメディアで当たり前のように取り上げられるようになり、20世紀後半から21世紀初頭のアメリカでは文化的現象として流行してきた。ニュースや大衆娯楽の中で陰謀論に触れることにより、陰謀論的な考えに対する受容性が高まり、主流ではない信念の社会的受容性も高まった。
陰謀論は、分析的あるいは科学的に見えるものも含めて、複雑で詳細な議論を活用していることが多い。しかし、陰謀論を信じることは、主に感情によって突き動かされている。分析的思考は、合理的かつ批判的な認知を強調するものであるため、陰謀論的な信念を減らすのに役立つことがある。一部の心理学者は、陰謀論に関連する説明は、陰謀論を抱くようになる以前に保持されていた強い信念である可能性があり、「内部的には一致している」ことが多いと主張している。
心理学者がこのテーマを真剣にとりあげるようになったのは、2010年頃からである。人は強い怒りを軽減するために、陰謀論を受容することが多い。東京女子大教授（情報社会心理学）の橋元良明は、誰もが持つ価値観や固定観念などによる「認知のゆがみ」が関係してくるとし、人に怒り・悲しみなどの感情を強く刺激される事象があって、そのため強い関心の対象としながらも、それらに不明確に感じる部分があると落ち着かず、それを解消するために極端な解釈をすることがあるとする。
疑わしい陰謀論を少なくとも1つは信じているアメリカ人は、全体の50％前後との推計がある一方、心理学者らはどういうタイプの人が「大ウソ」の話、特にホラー映画的な陰謀論を信じるのか、十分理解できていない。アトランタの研究チームは、陰謀論を信じやすい人らは、「インジャスティス・コレクター」という、「自分が不当に扱われたと思う経験を繰り返し数え上げる人」で、衝動的、自信過剰、他人の弱さをさらけ出そうとする人。もう1つのタイプは、孤独を好み、不機嫌で短気なタイプで、年配で独居の者も多い。さらに、極端なケースでは真の精神障害で「パーソナリティ障害」を持っている場合もあるとしている。複数の研究で、陰謀論は人間社会が始まった頃から存在し、コミュニティが小さく脆弱だった時代には、陰謀や策略に注意することは生死にかかわる問題であったことに関係する。現代では、テオドール・アドルノやリチャード・ホフスタッターらが、陰謀論や強い恐怖感が、政治運動の中心的な要素の1つであると指摘した。陰謀論を信じやすい性格特性は、給付金受給、自己中心的な衝動性、冷淡さ、抑うつ的な気分や不安のレベルの高さなどで、さらに「サイコティシズム」と呼ばれる思考パターンである。これは、統合失調症型パーソナリティ障害の中心的な側面であり、「奇妙な信念、および魔術的思考」「妄想的思考」などを特徴とする。

### 陰謀論の魅力
陰謀論を信じる心理的動機は、認識論的・実存的・社会的なものの3つに分類できる。これらの動機は、社会的弱者や不利な立場にある人々で特に顕著であるが、陰謀論という信念がこれらの動機へ対処するのに役立っているようには見えない。実際には、状況の悪化を招いたり、自暴自棄に陥ることがある。例えば、陰謀論的な信念は無力感から生じるものであるが、陰謀論に触れることにより、自律性と統制の個人的感情は直ちに抑圧されてしまう。さらに、自分の置かれている状況を改善するような行動を取ることも少なくなる。
これは、陰謀論には多くの不利益な属性があるという事実によって更に裏付けられている。例えば、反社会的で捻くれた動機に基づいて行動しているとされる他者や集団に対する否定感・不信感を助長する。これは、疎外感やアノミーの増大・社会資本の喪失に繋がると予想される。同様に彼らは、社会の重要な側面が邪悪な力によって決定されているという無力感に繋がる可能性が高い視点と共に、首謀者に対して無力かつ無知なものとして一般大衆を描いている。
それぞれの人は、様々な異なる理由で一つの陰謀論を支持することがある。陰謀論に魅了される人の最も一貫性があり実証されている特徴は、疎外感や自分が置かれている状況への不満・不幸感、普通とは異なる世界観、および無力感（エンパワーメントとは逆の感情）を抱いていることである。また人格の様々な側面が陰謀論への感受性に影響を与えるとされるが、いわゆる「ビッグファイブ」の性格的特徴がいずれも陰謀論の信念とは関連するわけではない。
政治学者のMichael Barkunは、現代のアメリカ文化における「陰謀論」の用法について論じており、この用語は「ある出来事を、例外的に強力で狡猾な謀略家が、邪悪な目的を達成するために秘密裏に企てた結果として説明する信念」を指すものであるとしている。Barkunによると、陰謀論には3つの魅力があるという。
- 第一に、制度分析（英語版）では説明できないことを説明可能であると陰謀論は主張する。その陰謀論は、混乱している世界の真の意味を理解しているように見える。
- 第二に、陰謀論は光と闇の勢力で世界を二分するという単純で魅力的な方法を採用する。彼らはすべての悪を一つの源にまで遡る[要出典]。すなわち、陰謀の首謀者とその工作員である。
- 第三に、陰謀論は特別な秘密の知識として提示されることが多いため、他者には知られていなかったり、認められていないことがある。そのため「大衆は洗脳された群れであるが、自分のような『知恵ある者』は謀略家の欺瞞を見抜いている」として悦に入ることができる。

この第三の魅力は、ヨハネス・グーテンベルク大学マインツの社会心理学教授であるローランド・イムホフの研究によって裏付けられている。その研究では、信じている人数が少ない陰謀論ほど、陰謀論者には魅力的に映ることが示唆されている。
人間性心理学者は、陰謀の背後にあるとされる首謀者が、ほとんど常に敵対的な存在として認識されている場合でも、陰謀論者に安心感を与える要素が残っていると主張している。これは、人間関係における困難は人間が作り出したものであり、人間の統制範囲内に留まっていることが慰めになるためである。陰謀団が関与しているとされた場合、その権力を破壊するか、その一団に加わるといった希望に繋がる可能性がある。陰謀団の力を信じることは、人間の尊厳を暗黙裡に主張することであり、人間は自分の運命に責任があるということの無意識的な肯定であるとも見れるという。
人々は、例えば、社会集団における力関係や悪の勢力の存在を説明するために陰謀論を唱える。陰謀論の心理学的起源として提案されているものは、投影や「重大な出来事の重要な要因」を解明したいという個人的欲求、および被害妄想やパラノイアといった、診断可能なものから重症のものまでに及ぶ思考障害などの精神障害である。一部の人々は、ランダムで予測不可能な、あるいは説明のつかない出来事に遭遇した際に、不安感から逃れようと社会政治的な説明を好む。
バーレットとライオンスによると「陰謀論は、悪者扱いされた敵を公益に対する広大かつ陰湿な陰謀の一部としてでっち上げるスケープゴートの物語的形態であり、スケープゴートに罪を負わせた者を警鐘を鳴らした英雄として評価するものである」という。
国際大学グローバルコミュニケーションセンターの調査では、政治的主張が強いほどデマに惑わされるリスクが高まる傾向が明らかになったとされる。保守・リベラル層ともに相手方の批判につながりやすい内容であれば信じやすい結果が出たという。ＳＮＳで同様な意見ばかりに触れ、考えが固着化、過激化していく「エコーチェンバー現象」が影響している可能性もある。

### 原因
一部の心理学者は、意味の探求が陰謀論に共通した動機であると考えている。一度、ある考えが認知されると、確証バイアスと認知的不協和の回避がその信念を補強することがある。社会集団内に組み込まれた陰謀論という文脈では、コミュニティの強化にも一役買っている可能性がある。
非合理的な陰謀論を受容する背景にあり得る動機を探った研究では、アメリカ同時多発テロ事件などの出来事から生じた苦痛と結びついているとした。さらに、マンチェスター・メトロポリタン大学の研究では、「妄想的観念」を抱いていることが陰謀論的信念の発生を示す最も可能性の高い条件であると示唆されている。また、これらの非合理的信念への執着が強まると、市民活動への参加意欲が減退するという研究結果も出ている。陰謀論を信じることは、不安障害やパラノイア、権威主義的信念と相関がある。日本の安倍元首相暗殺事件において容疑者の単独犯行とする説に対する否定論が広まったとき、世界平和統一家庭連合（旧統一教会）と安倍との関係が犯行動機の背景として指摘されていて、橋元教授は「安倍が批判されるのを好ましく思わなかった人の一部に、『別の真相がある』というストーリーが受け入れられやすかった可能性がある」としている。
哲学教授である クアシム・カッサムは、陰謀論者たちは思考における欠陥（より正確には知的性格の欠如）があるために陰謀論を信じているのだと主張している。彼は、哲学者のリンダ・トリンカウス・ザグゼブスキの著書『Virtues of the Mind』を引用し、知的美徳（謙虚さ、用心深さ、慎重さなど）と知的悪徳（騙されやすさ、不注意、閉ざされた心など）を概説している。知的美徳は健全な検証に役立つが、知的悪徳は効果的で責任のある検証を妨げる。つまり、陰謀論を信じがちな人々は必要な美徳を欠いており、悪徳を有しているという。

#### 投影
一部の歴史家は、陰謀論には心理的投影の要素が含まれていると主張している。その議論によれば、この投影は、自分の望ましくない特性を謀略家に帰属させるという形で現れている。歴史家のリチャード・ホフスタッターは次のように述べている。
この敵は、多くの点で、自己の理想的側面と受け入れがたい側面の両方を他者に帰属させた、自己投影であると思われる。パラノイド・スタイルの基本的なパラドックスは敵の模倣である。例えば、コスモポリタンな知識人が敵だったとすると、パラノイド・スタイルは知識量で衒学者さえも凌駕してみせる。（中略）クー・クラックス・クランは司祭服を着用し、精巧な儀式と同様に、精巧なヒエラルキーを構築するという点でカトリックを模倣した。ジョン・バーチ・ソサエティは、共産主義者の下部組織と前衛組織を通じた準秘密作戦を模倣し、敵である共産主義者に見られるものと酷似した路線に沿って、イデオロギー戦争の冷酷な告発を行っている。様々な原理主義的反共産主義者による「十字軍」の広報官は、共産主義の大義がもたらす献身・規律・戦略的創意工夫に対して、公然と称賛の意を表している。
ホフスタッターはまた、陰謀論者が対象グループに頻繁に帰属させる不徳として「性的奔放」があることを指摘し、「真の陰謀論者による妄想は、強いサドマゾヒズム的感情を露呈していることが多い。例えば、フリーメイソンによる虐待の残酷さを嬉々として克明に描写していたりするのがそれに当たる」と述べた。

## 大衆文化における陰謀論
陰謀論を参考にして制作された大衆娯楽には、さまざまなものがある。大衆娯楽にて扱われる場合、有名なものがモチーフとされることが多い。陰謀論の扱い方には、以下のような種類がある。
- アクセントのひとつとして取りあげたもの
- おおむねフィクションとして扱うもの
- 歴史的な事実と陰謀論を織り交ぜ、作られたもの
- 実際の出来事や実在した陰謀を下敷きに、それをフィクションとして再考証したもの
- 陰謀論の実現により生じる現在や未来を扱ったもの

一方で、これらフィクションにおける陰謀を、陰謀論を補強、助長するものとして指摘する声もある。アメリカ同時多発テロ事件以前にいくつかあった「ビルに旅客機が突入する」という情報は、事前に計画されていたという指摘に用いられることがある。
- 『カプリコン・1』（1977年、アメリカ） - 実際には失敗した火星探索有人宇宙船計画を成功したと偽るために、政府がニセの映像をでっち上げて発表するという映画作品。アポロ計画陰謀論にも大きな影響をあたえている。
- 『ゼイリブ』（1988年、アメリカ） - 現代社会に多数の宇宙人が人間に擬態をして生活しており、彼等によって世界がコントロールされているという事実を暴露するために人間達が奮闘する。
- 『陰謀のセオリー』（1997年、アメリカ） - MKウルトラ計画をテーマにしている。
- 小説『フルメタル・パニック!』（1998年～2010）- 戦争を影からコントロールし、世界を支配している組織アマルガムのモデルは三百人委員会である。
- ゲーム『メタルギアソリッド』に出現するビルダーバーグ会議。米国議会及び日本の内閣総理大臣は実権を握っておらず、陰から支配しているとされる愛国者達に該当している。
- ゲーム『CHAOS;HEAD』『STEINS;GATE』『ROBOTICS;NOTES』『CHAOS;CHILD』に登場する三百人委員会を始めとした様々な組織や用語。どの作品においても主人公達と最終的に対立する敵と関わりがある。
- ゲーム 『アサシンクリードシリーズ』 - 歴史を裏から操り民衆を支配しようとするテンプル騎士団と、民衆の自由を守ろうとするアサシン教団との戦いが物語の主軸となっている。
- 「SCP財団」-異常的な存在SCPと呼ばれる存在を人類から遠ざけ、極秘裏に確保、収用、保護を行い、世界終焉シナリオと呼ばれる「XKクラスシナリオ」が現実のものにならないよう行動する財団と呼ばれる架空の組織を扱った怪奇創作コミュニティー。他にも陰謀論に関連した組織を連合させた「世界オカルト連合」等も創作の一部として存在する。